# 区荘駅
区荘駅（おうそうえき、中文表記: 区庄站、英文表記: Ouzhuang Station）は、中華人民共和国広東省広州市越秀区環市東路と農林下路の交差点にある広州地下鉄5号線および6号線の駅である。

## 利用可能な鉄道路線
- 広州市地下鉄道総合公司

■5号線
■6号線

## 駅構造
- 島式ホーム1面2線を有する地下駅。開業当初からホームドア設置。

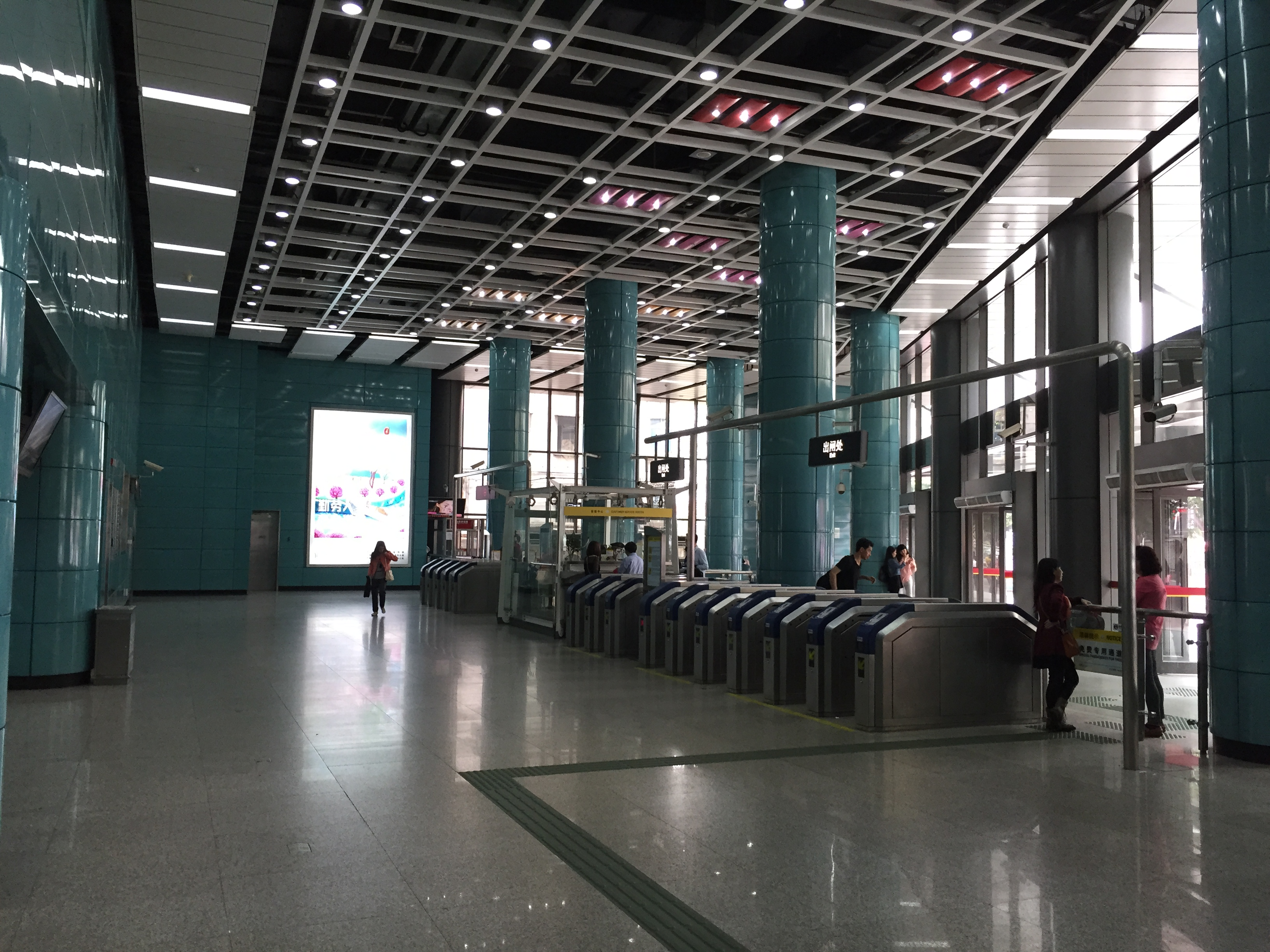
地上コンコース

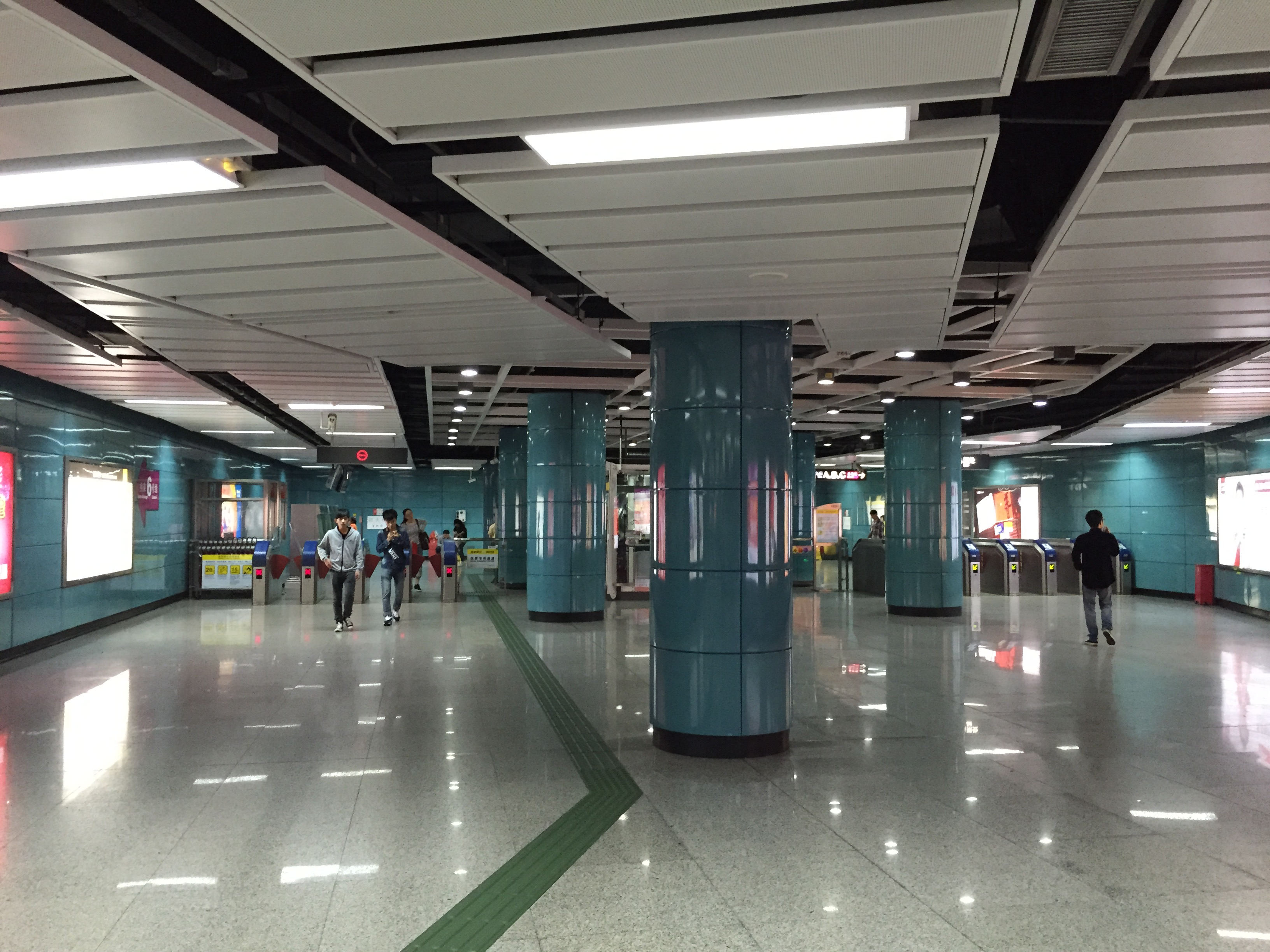
地下1階コンコース

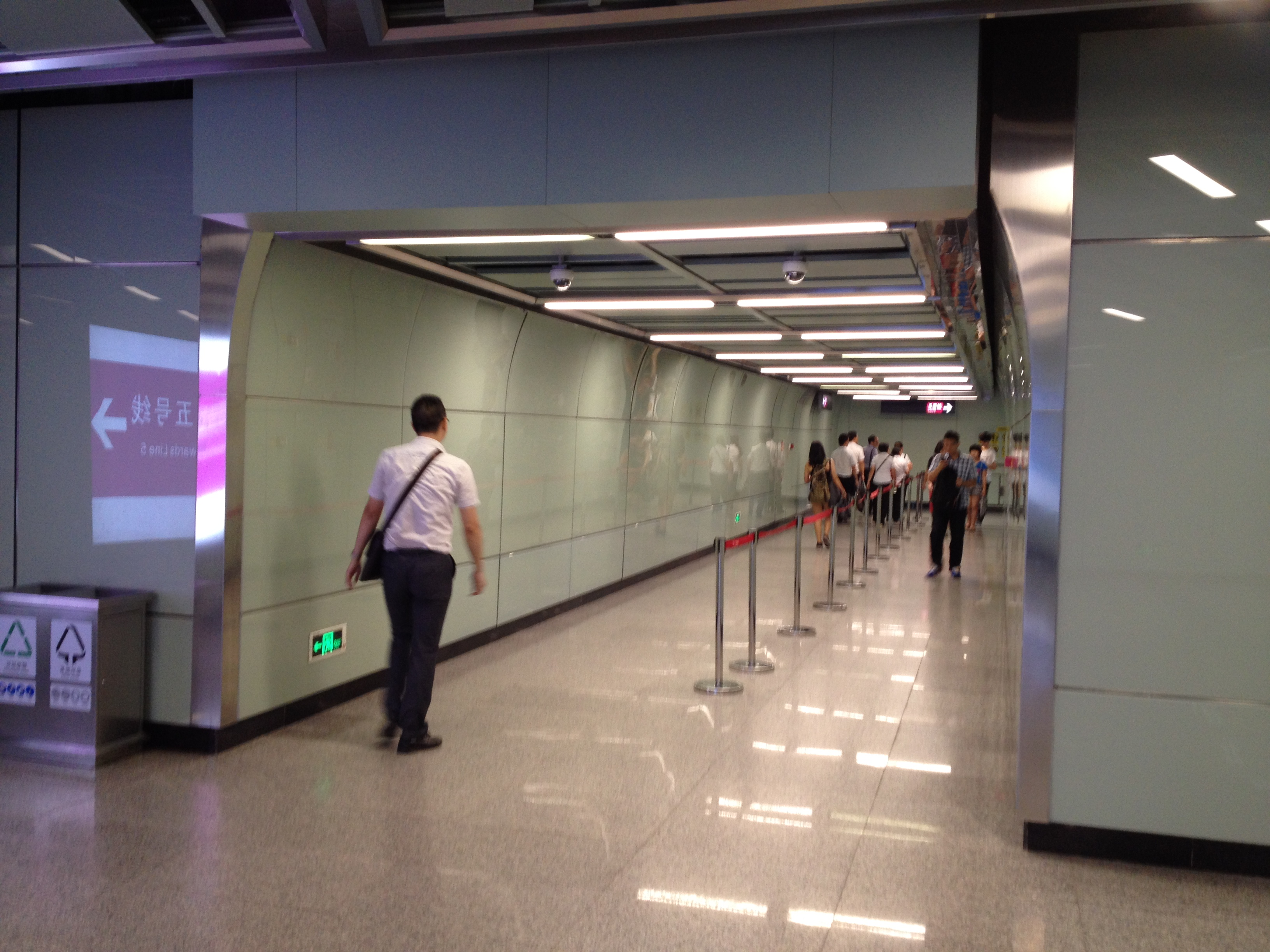
改札口

| 地面     | 北コンコース               | コンコース、自動券売機、サービスセンター              |
| 地下 1階 | 北コンコース               | コンコース、自動券売機、サービスセンター 南北自由通路 |
| 地下 2階 | 設備フロア                 | 駅設備                                                |
| 地下 3階 | プラットホーム             | ←■5号線淘金駅へ（滘口方面）                           |
| 地下 3階 | 島式ホーム，左側の扉が開く |                                                       |
| 地下 3階 | プラットホーム             | ■5号線動物園駅へ（黄埔新港方面）→                     |
| 地下 4階 | 北コンコース               | 待合ホール、連絡通路                                  |
| 地下 4階 | 南コンコース               | コンコース、自動券売機、サービスセンター 南北自由通路 |
| 地下 5階 | プラットホーム             | ←■6号線黄花崗駅へ（長湴方面）                         |
| 地下 5階 | 島式ホーム，左側の扉が開く |                                                       |
| 地下 5階 | プラットホーム             | ■6号線東山口駅へ（潯峰崗方面）→                       |

## 沿革
- 2009年12月28日 - 5号線が開業。
- 2013年12月28日 - 6号線が開業。

## 隣の駅
■広州地下鉄5号線
淘金駅 - 区荘駅 - 動物園駅
■広州地下鉄6号線
黄花崗駅 - 区荘駅 - 東山口駅